# スーパーカー (CASCADEの曲)
『スーパーカー』は、1997年11月21日に発売されたCASCADEの4枚目のシングル。

## 解説
前作｢YELLOW YELLOW FIRE｣から5か月ぶりに発売された。
初回盤には、特典としてCD-Single型オリジナルステッカーとCASCADE(裏)ビデオプレゼント応募券が封入されている。
ジャケットデザインは、アニメーターの前田真宏が手掛けている。

## 収録曲
1. スーパーカー
作詞:TAMA・MASASHI、作曲:MASASHI、編曲:藤井丈司・CASCADE
SKI・SNOWBOARD HIMARAYA '97〜'98 CMソング
2. Shining Blue (morning majesty)
作詞・作曲:MASASHI、編曲:CASCADE・白井良明・深沢順
アルバム｢YELLOW MAGICAL TYPHOON｣からのシングルカット。MASASHIのメインボーカル曲。
3. スーパーカー（instrumental）